# المتاجر الفائضة

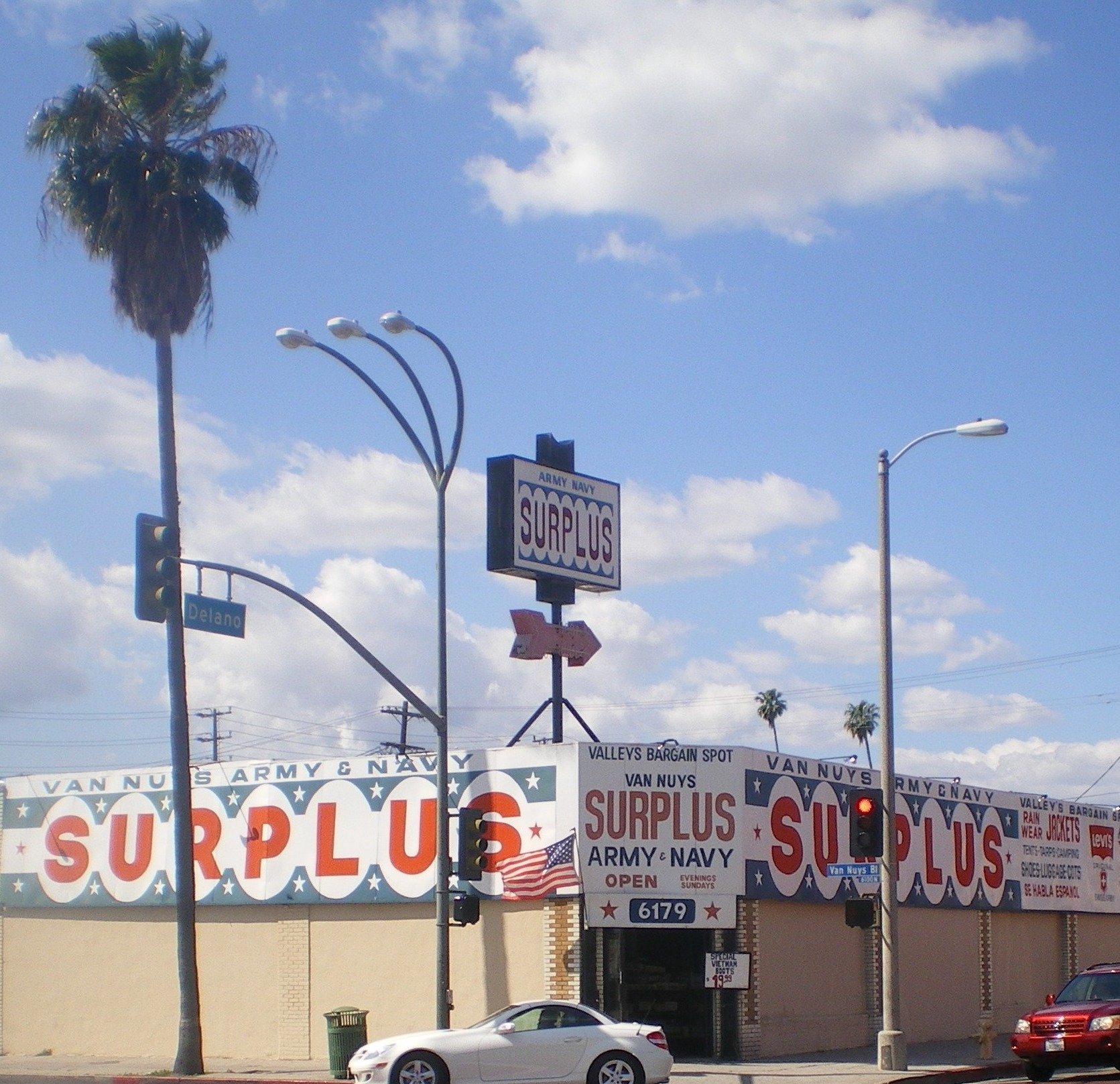

متجر البضائع الفائضة أو التالفة في دول الكومونولث يبيع البضائع المستعملة، أو المشتراة ولكن غير مستخدمة وغير لازمة بعد الآن. المتجر عادةً يكون عسكرياً، أو حكومياً، أو فائض صناعي ويدعى عادةً متجر الجيش-البحرية أو متجر فائض الحرب في الولايات المتحدة.
والمتجر عادةً يبيع بضاعة قد مضى زمن على انتهاء صلاحية استخدامها.
الفائض العسكري
متجر فائض الجيش، أو متجر فائض البحرية، هو أي متجر، يبيع عن طريق التجزئة، التي تبيع الفائض العسكري -المعدات العامة كانت مخصصة للجيش، ولكن لا يمكن استخدامها أو شراؤها في الأصل من قبل الجيش. هذه المتاجر غالباً تبيع المعدات التخييم أو ملابس الجيش (خاصة السترات والخوذات).
بعد الحربين الأولى والثانية، تم بيع كميات كبيرة من الملابس والمعدات العسكرية في هذه المتاجر.
في كندا
هذه المتاجر معروفة«فائض الجيش» عادة تدعم البضائع الرياضية المتعلقة بالصيد، صيد السمك، والتخييم.
في الصين
متاجر فائض الجيش في الصين هي شائعة جداً، هم متخصصون في الملابس والأحذية والقماش المشمع، ولكنهم عادةً يبيعون معدات السلامة المهنية.
في ألمانيا
في نهاية الحرب العالمية الثانية، صادرت القوات المتحالفة في البداية مواد الجيش الألماني ومواده. في عام 1948 تم تشكيل وكالة حكومية the Staatliche Erfassungsgesellschaft für öffentliches Gut . (شركة تجميع الدولة للصالح العام). تشكلت لإدارة البيع لهذا الفائض من الجيش، في إشارة إلى اسم هذه الوكالة، الجيش الفائض كان يسمى ستيجور. الفائض احتوى على 500,000 طن واكتر من 150,000 من الخردة. في بداية الخمسينات بدأ الجيش الأمريكي بإضافة الفائض الخاص بهم من الحرب. تم بيع الفائض المشترك في متاجر ستيج في جميع أنحاء ألمانيا حتى الثمانيات. البضائع احتوت على السلع المستخدمة والملابس الجديدة، معدات التخييم والأدوات، في الأيام الأولى تم بيع السيارات والمعدات الثقيلة.
ملاحظة.
1. p.45 White, Sarah Madison Women Remember: Growing Up in Wisconsin's Capital Arcadia Publishing, 2006
2. ^ p.16 Drake, Albert The Age of Hot Rods: Essays on Rods, Custom Cars and Their Drivers from the 1950s to Today McFarland, 2008
3. ^ "STEG-LIQUIDATION / HANDEL: Es blieb etwas hängen". Der Spiegel. 16. 1955-04-13. Retrieved 2017-10-25.
4. ^ Müller, Armin (2017-08-21). Wellenkrieg: Agentenfunk und Funkaufklärung des Bundesnachrichtendienstes 1945-1968 (in German). Ch. Links Verlag. ISBN 9783862844036.
5. ^ Magnus, Kurt (1954). One Million Tons of War Material for Peace: The History of STEG. R. Pflaum.